# SINGLES (辛島美登里のアルバム)
『SINGLES』（シングルス）は、辛島美登里のベスト・アルバム。1997年6月21日発売。発売元はファンハウス。規格品番はFHCF-2387。

## 解説
レコード会社を東芝EMIへ移籍後、前レコード会社であるファンハウスが発売したベスト・アルバム。
シングルA面曲のみを収録した、廉価価格のシングル・コレクションCD。
「時間旅行」（00FD-4018）から「流されながら」（FHDF-1386）までファンハウスで発売した全18枚のシングルのうち、1994年発表の「くちづけの予感」（FHDF-1364）と「流されながら」（FHDF-1386）を除く16曲を発売順に収録している。両A面的な扱いをされていたカップリング曲は未収録である。歌詞ブックレット巻末には、ファンハウスでのアルバムディスコグラフィを掲載。
移籍前後には本ベスト盤のほか、『Silent EVE〜Ballad Selection』（1994年10月5日発売、FHCF-2183）や『Hello Goodbye』（1995年3月25日発売、FHCF-2218）も発売された。
2024年5月29日「SINGLES 1989-1994」のタイトルで音楽配信サイトにて配信スタート（「くちづけの予感」「流されながら」を追加収録）。

## 収録曲
| 全作詞: 辛島美登里（#13, 作詞: 只野菜摘・辛島美登里）、全作曲: 辛島美登里。 |                                  |                                                |            |                                       |      |
| #                                                                           | タイトル                         | 作詞                                           | 作曲・編曲 | 編曲                                  | 時間 |
| 1.                                                                          | 「時間旅行」                     | 辛島美登里（#13, 作詞: 只野菜摘 ・辛島美登里） | 辛島美登里 | 久米大作                              | 4:26 |
| 2.                                                                          | 「黄昏を追い抜いて」             | 辛島美登里（#13, 作詞: 只野菜摘 ・辛島美登里） | 辛島美登里 | 久米大作                              | 4:35 |
| 3.                                                                          | 「ツバメ」                       | 辛島美登里（#13, 作詞: 只野菜摘 ・辛島美登里） | 辛島美登里 | 若草恵                                | 3:58 |
| 4.                                                                          | 「Emerald Dream」                | 辛島美登里（#13, 作詞: 只野菜摘 ・辛島美登里） | 辛島美登里 | 久米大作                              | 4:29 |
| 5.                                                                          | 「笑顔を探して」                 | 辛島美登里（#13, 作詞: 只野菜摘 ・辛島美登里） | 辛島美登里 | 若草恵                                | 5:03 |
| 6.                                                                          | 「サイレント・イヴ」             | 辛島美登里（#13, 作詞: 只野菜摘 ・辛島美登里） | 辛島美登里 | 若草恵                                | 4:42 |
| 7.                                                                          | 「夢の中で〜Graduation〜」       | 辛島美登里（#13, 作詞: 只野菜摘 ・辛島美登里） | 辛島美登里 | 佐藤準                                | 4:18 |
| 8.                                                                          | 「オリーブの休日」               | 辛島美登里（#13, 作詞: 只野菜摘 ・辛島美登里） | 辛島美登里 | 佐藤準                                | 4:33 |
| 9.                                                                          | 「夏色物語」                     | 辛島美登里（#13, 作詞: 只野菜摘 ・辛島美登里） | 辛島美登里 | 若草恵                                | 4:52 |
| 10.                                                                         | 「夕映え」                       | 辛島美登里（#13, 作詞: 只野菜摘 ・辛島美登里） | 辛島美登里 | 若草恵                                | 5:20 |
| 11.                                                                         | 「あなたは知らない」             | 辛島美登里（#13, 作詞: 只野菜摘 ・辛島美登里） | 辛島美登里 | 萩田光雄                              | 4:27 |
| 12.                                                                         | 「美しい地球」                   | 辛島美登里（#13, 作詞: 只野菜摘 ・辛島美登里） | 辛島美登里 | 佐藤準                                | 4:37 |
| 13.                                                                         | 「瞳・元気〜都会のひまわり〜」   | 辛島美登里（#13, 作詞: 只野菜摘 ・辛島美登里） | 辛島美登里 | 大村雅朗                              | 5:44 |
| 14.                                                                         | 「チャンスの卵」                 | 辛島美登里（#13, 作詞: 只野菜摘 ・辛島美登里） | 辛島美登里 | 佐藤準                                | 5:04 |
| 15.                                                                         | 「Half and Half〜私自身〜」      | 辛島美登里（#13, 作詞: 只野菜摘 ・辛島美登里） | 辛島美登里 | 大村雅朗                              | 4:56 |
| 16.                                                                         | 「それぞれのメリー・クリスマス」 | 辛島美登里（#13, 作詞: 只野菜摘 ・辛島美登里） | 辛島美登里 | 若草恵 / コーラスアレンジ: 辛島美登里 | 5:49 |
| 合計時間:                                                                   | 合計時間:                        | 合計時間:                                      | 76:53      |                                       |      |

| 全作詞・作曲: 辛島美登里（except M-13 作詞：辛島美登里・只野菜摘）。 |                                  |                                                      |                                                      |                                         |      |
| #                                                                    | タイトル                         | 作詞                                                 | 作曲・編曲                                           | 編曲                                    | 時間 |
| 1.                                                                   | 「時間旅行」                     | 辛島美登里（except M-13 作詞：辛島美登里・只野菜摘） | 辛島美登里（except M-13 作詞：辛島美登里・只野菜摘） | 久米大作                                | 4:26 |
| 2.                                                                   | 「黄昏を追い抜いて」             | 辛島美登里（except M-13 作詞：辛島美登里・只野菜摘） | 辛島美登里（except M-13 作詞：辛島美登里・只野菜摘） | 久米大作                                | 4:34 |
| 3.                                                                   | 「ツバメ」                       | 辛島美登里（except M-13 作詞：辛島美登里・只野菜摘） | 辛島美登里（except M-13 作詞：辛島美登里・只野菜摘） | 若草恵                                  | 3:58 |
| 4.                                                                   | 「Emerald Dream」                | 辛島美登里（except M-13 作詞：辛島美登里・只野菜摘） | 辛島美登里（except M-13 作詞：辛島美登里・只野菜摘） | 久米大作 コーラスアレンジ：木戸やすひろ | 4:28 |
| 5.                                                                   | 「笑顔を探して」                 | 辛島美登里（except M-13 作詞：辛島美登里・只野菜摘） | 辛島美登里（except M-13 作詞：辛島美登里・只野菜摘） | 若草恵                                  | 5:03 |
| 6.                                                                   | 「サイレント・イヴ」             | 辛島美登里（except M-13 作詞：辛島美登里・只野菜摘） | 辛島美登里（except M-13 作詞：辛島美登里・只野菜摘） | 若草恵                                  | 4:42 |
| 7.                                                                   | 「夢の中で～Graduation～」       | 辛島美登里（except M-13 作詞：辛島美登里・只野菜摘） | 辛島美登里（except M-13 作詞：辛島美登里・只野菜摘） | 佐藤準                                  | 4:18 |
| 8.                                                                   | 「オリーブの休日」               | 辛島美登里（except M-13 作詞：辛島美登里・只野菜摘） | 辛島美登里（except M-13 作詞：辛島美登里・只野菜摘） | 佐藤準                                  | 4:32 |
| 9.                                                                   | 「夏色物語」                     | 辛島美登里（except M-13 作詞：辛島美登里・只野菜摘） | 辛島美登里（except M-13 作詞：辛島美登里・只野菜摘） | 若草恵                                  | 4:51 |
| 10.                                                                  | 「夕映え」                       | 辛島美登里（except M-13 作詞：辛島美登里・只野菜摘） | 辛島美登里（except M-13 作詞：辛島美登里・只野菜摘） | 若草恵                                  | 5:20 |
| 11.                                                                  | 「あなたは知らない」             | 辛島美登里（except M-13 作詞：辛島美登里・只野菜摘） | 辛島美登里（except M-13 作詞：辛島美登里・只野菜摘） | 萩田光雄                                | 4:26 |
| 12.                                                                  | 「美しい地球」                   | 辛島美登里（except M-13 作詞：辛島美登里・只野菜摘） | 辛島美登里（except M-13 作詞：辛島美登里・只野菜摘） | 佐藤準                                  | 4:37 |
| 13.                                                                  | 「瞳・元気～都会のひまわり～」   | 辛島美登里（except M-13 作詞：辛島美登里・只野菜摘） | 辛島美登里（except M-13 作詞：辛島美登里・只野菜摘） | 大村雅朗                                | 5:43 |
| 14.                                                                  | 「チャンスの卵」                 | 辛島美登里（except M-13 作詞：辛島美登里・只野菜摘） | 辛島美登里（except M-13 作詞：辛島美登里・只野菜摘） | 佐藤準                                  | 5:04 |
| 15.                                                                  | 「Half and Half～私自身～」      | 辛島美登里（except M-13 作詞：辛島美登里・只野菜摘） | 辛島美登里（except M-13 作詞：辛島美登里・只野菜摘） | 大村雅朗                                | 4:55 |
| 16.                                                                  | 「それぞれのメリー・クリスマス」 | 辛島美登里（except M-13 作詞：辛島美登里・只野菜摘） | 辛島美登里（except M-13 作詞：辛島美登里・只野菜摘） | 若草恵 コーラスアレンジ：辛島美登里     | 5:48 |
| 17.                                                                  | 「くちづけの予感」               | 辛島美登里（except M-13 作詞：辛島美登里・只野菜摘） | 辛島美登里（except M-13 作詞：辛島美登里・只野菜摘） | 山川恵津子                              | 3:56 |
| 18.                                                                  | 「流されながら」                 | 辛島美登里（except M-13 作詞：辛島美登里・只野菜摘） | 辛島美登里（except M-13 作詞：辛島美登里・只野菜摘） | 瀬尾一三                                | 4:53 |
| 合計時間:                                                            | 合計時間:                        | 合計時間:                                            | 85:34                                                |                                         |      |